# دان مورغان (لاعب كرة قدم أمريكية)
دان مورغان (بالإنجليزية: Dan Morgan)‏ هو لاعب كرة قدم أمريكية أمريكي، ولد في 1964 في ويلينغ في الولايات المتحدة.